# Fukusaki (Hyōgo)
Fukusaki (福崎町 Fukusaki-chō?) es un pueblo localizado en la prefectura de Hyōgo, Japón. En junio de 2019 tenía una población estimada de 19.381 habitantes y una densidad de población de 423 personas por km². Su área total es de 45,79 km².

## Geografía

### Localidades circundantes
- Prefectura de Hyōgo
  - Kasai
  - Himeji
  - Ichikawa

## Demografía
Según datos del censo japonés, la población de Fukusaki se ha mantenido estable en los últimos años.
| Año del censo | Población |
| ------------- | --------- |
| 1995          | 19.854    |
| 2000          | 19.582    |
| 2005          | 20.669    |
| 2010          | 19.830    |
| 2015          | 19.738    |